# Eggy Ley
Eggy Ley, geboren als Derek William 'Eggy' Ley (Londen, 4 november 1928 – Delta (Brits-Columbia), 20 december 1995) was een Britse jazzzanger, -saxofonist en radioproducent. Hij telt als een van de eerste sopraansaxofonisten in de jazz.

## Biografie
Ley speelde aanvankelijk drums en boogiewoogie piano. Tijdens zijn militaire dienst bij de Royal Air Force ontdekte hij de sopraansaxofoon. Hij speelde met Mick Colliers Chicago Rhythm Kings (1952), Eric Silk (1953) en Stan Sowden (1955). Daarna richtte hij zijn eigen traditionele jazzband op, die in augustus 1955 een lang gastoptreden kreeg in de New Orleans Bar in Hamburg. Tot 1962 bleef hij bij zijn band op verschillende locaties in Duitsland en Scandinavië en nam hij verschillende platen op, waaronder ook met Benny Waters, voor verschillende labels, waarvan de Blues for St. Pauli een hit werd in Duitsland. Daarna speelde hij regelmatig met zijn band in Londen, maar produceerde hij ook voor Radio Luxemburg. Tussen 1969 en 1983 produceerde hij voor de British Forces Broadcasting Service. Tijdens de jaren 1970 leidde hij de band Jazz Legend samen met Hugh Rainey. Hij nam ook op met Cy Laurie. In 1982 richtte hij zijn band Hot Shots op, leidde hij de krant Jazzin' Around en reisde hij naar het buitenland voordat hij eind jaren 1980 naar Canada migreerde.

## Overlijden
Eggy Ley overleed in december 1995 op 67-jarige leeftijd aan de gevolgen van een hartinfarct.